# Forneby, Bollnäs kommun
Forneby är en by öster om tätorten Arbrå i Arbrå distrikt (Arbrå socken) i Bollnäs kommun, Gävleborgs län (Hälsingland). Byn ligger på östra sidan om älven Ljusnan, där Länsväg 658 utgår från Länsväg 651, söder om småorten Forsbro.
Bebyggelsen i byn klassades 2020 av SCB som en småort för att vid 2023 års avgränsning avregisteras.